# Giuseppe Filippi (operatore Lumière)
Giuseppe Filippi (Montanera, 25 novembre 1864 – Sangano, 3 giugno 1956) è stato uno dei primi operatori Lumière.

## Biografia
Nacque a Montanera nel 1864 da Giacomo Filippi e Maria Zavattero, era il quinto di sei figli. A diciannove anni trovò impiego presso l'ufficio postale di Cuneo, nel 1888 si sposò e nel 1890 venne trasferito presso l’ufficio postale di Milano.
Nel corso della sua gioventù continuò, ininterrottamente, a coltivare la sua grande passione per la fotografia. Questa predilezione lo portò a diventare amico del torinese Vittorio Calcina, allora agente generale per l’Italia della “Società Augusto Lumière e figli”. Fu proprio tramite Calcina che conobbe i fratelli Lumière, da cui, nel 1896, acquistò un apparecchio di proiezione e di ripresa e anche delle pellicole da proiettare in Italia.
Effettuò le prime proiezioni a Milano, dove realizzò anche uno dei primi cortometraggi italiani: I Bagni di Diana (Bains de Diane), presso l'omonima piscina di Porta Venezia, pellicola recentemente recuperata dalla Fondazione Cineteca Italiana.
Fino al 1901 viaggiò in tutta Italia proponendo le sue pellicole ma anche quelle prodotte dalla Lumière, successivamente si trasferì per 4 anni in Sud America.
Quando la seconda moglie, Benvenuta Bertazzoli, morì di tifo in Brasile nel 1905, Filippi rientrò in Italia con i figli. Si stabilì definitivamente a Sangano, in provincia di Torino, il 29 agosto 1939.
Tornato in Italia la sua attività si ridusse a seguito dell'ormai ampia diffusione dei cinematografo.

## Riconoscimenti

Sophia Loren e Giuseppe Filippi nel 1955

- Nel 1951 venne invitato a Roma alla presentazione del film Bellissima. Nell'articolo della Domenica del Corriere dedicato all'evento si legge: "Filippi è venuto a Roma invitato dagli organizzatori di Bellissima, un film che racconta la vita del cinema vista dall’altra parte dello schermo: i retroscena, i piccoli e grandi segreti".
- Nel 1955 ricevette la visita, nella sua casa di Sangano, di Sophia Loren, quale tributo alla sua attività pionieristica ormai dimenticata.[7][8].
- La sera del 12 ottobre 2004, in un calendario di spettacoli dedicati a Giovanni Pastrone, ebbe luogo ad Asti una serata dal titolo Uno su tutti. Giuseppe Filippi interamente dedicata al cineoperatore[9].

- Giuseppe Filippi - Cercando Il Cinema, regia di Giancarlo Baudena (2017)[10] - Documentario